# Geranium multipartitum
Geranium multipartitum là một loài thực vật có hoa trong họ Mỏ hạc. Loài này được Benth. mô tả khoa học đầu tiên năm 1845.